# Rosa Scherer

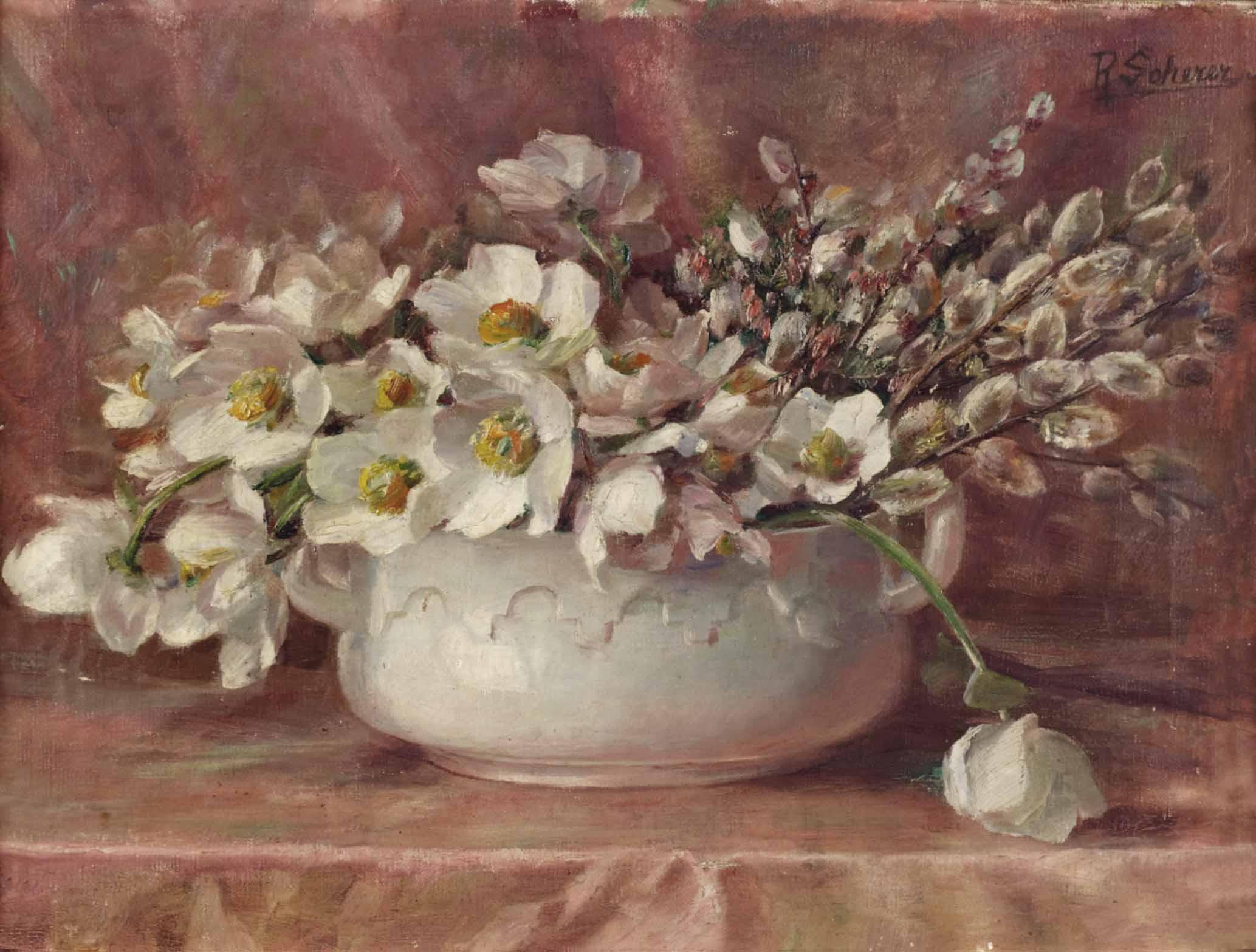
Blumenstillleben

Rosa Scherer, geborene Siska (* 21. Juni 1866 in Wagrain bei Vöcklabruck, Oberösterreich; † 20. September 1926 in Linz), war eine österreichische Blumen- und Landschaftsmalerin.
Rosa Scherer begann ihr Studium an der Kunstgewerbeschule München. Danach wurde sie Schülerin beim Landschaftsmaler Peter Paul Müller in Gauting bei München und anschließend bei Olga Wisinger-Florian in Wien.
1889 eröffnete Scherer in Linz eine Malschule. Zu ihren Schülerinnen gehörten u. a. Margarete Pausinger, geb. Brunner, und Vilma Eckl. 1900 nahm sie erstmals auf einer Ausstellung des Oberösterreichischen Kunstvereins teil. Ihre Malerei gehört zum Spätimpressionismus.